# Николай Максимов
Вижте пояснителната страница за други личности с името Максимов.
Николай Василевич Максимов (на руски: Николай Васильевич Максимов) е руски писател, журналист, морски офицер, военен кореспондент в Руско-турската война (1877 – 1878).

## Биография
Николай Максимов е роден през 1848 г. в село Парфентевка, Костромска губерния (Русия). Семейството е на потомствен дворянин. Завършва Морски Кадетски корпус и служи в Руския Черноморски военен флот. Води записки на пътешествията с военния кораб. Напуска службата в Руската Армия и се посвещава на журналистиката. Работи като хроникьор във в-к „Биржевые ведомости“. През 1876 г. е доброволец в Сръбско-турската война, командир на батальон. Награден е със сръбски орден „Таковски кръст“.

### Участие в Руско-турската война (1877 – 1878)
От началото на войната е командирован в отряда на генерал-майор Михаил Скобелев. Военен кореспондент на в-к „Биржевые ведомости“, в-к „Голос“ и в-к „Руское обозрение“. Изпраща многочислени кореспонденции от най-горещите места на бойните действия. Застъпник на българската национална кауза. Лично участва в боевете. Ранен е при обсадата на Плевен. За художествени кореспонденции и лична храброст е награден с Орден „Свети Владимир“ IV ст. Издава военните си кореспонденции в самостоятелно издание под заглавие „Две войны“, Санкт Петербург, 1879 г.

### След войната
След края на войната се занимава с търговия, помощник-капитан на търговски кораб, промишлен риболов. Живее 6 години в САЩ. Сменя различни професии и се установява като секретар на в-к „New York Herald“. След завръщането си в Русия се занимава със строителна дейност. Умира на 52-годишна възраст през 1900 г.